# 타피오카

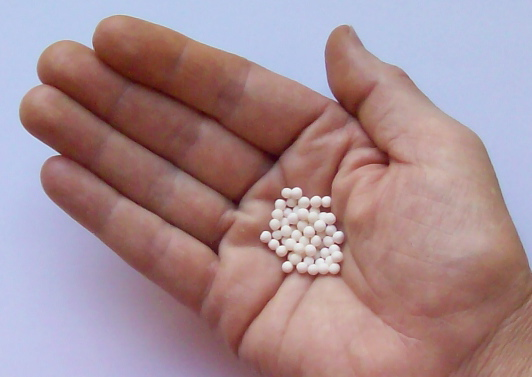

타피오카(tapioca)는 카사바의 알뿌리에서 채취한 카사바 녹말이다.

## 생산 및 가공
브라질 북부, 동북부에서 타피오카는 전통적인 방식의 카사바가루 생산 시 부산물로서 만들어진다. 카사바 간 것에서 물기를 짠 다음 말려서 갈면 카사바가루가 만들어지는데, 이때 간 카사바에서 짜낸 노란 즙을 가만히 두면 흰 카사바 녹말(앙금) 층과 노란 액체인 투쿠피(액체) 층이 분리된다. 가라앉은 녹말 층을 분리해 말린 과립 형태의 카사바 녹말을 고마(goma)나 타피오카(tapioca)로 부르며, 가루 형태의 카사바 녹말은 "폴빌류"로 불러 구분한다. 브라질에서는 "타피오카"라는 낱말이 고마로 만든 음식인 베이주를 가리키기도 한다.
그 외에도 타피오카는 타피오카 펄, 플레이크, 스틱 등을 가리키기도 한다. 일본에서는 버블티를 "타피오카"라 부른다.

## 사건

### 타피오카 펄 발암물질 사건
2012년 독일연방유해평가원(German Federal Institute for Risk Assessment) 조사 결과, 독일에서 판매되는 버블티의 대만산 타피오카 펄에서 폴리염화바이페닐, 아세토페논 등 인체에 유해한 화학물질을 검출되었던 사건이 있다. 조사는 루르 지방 서쪽 뮌헨글라드바흐에서 판매되는 버블티를 대상으로 이루어졌으며, 유해 성분이 검출된 타피오카 펄은 모두 대만산인 것으로 알려졌다. 또한 타피토카가 유행하는 일본에서도 지속적으로 타피오카의 발암성에 대해 경고하고 있다.

### 공업용 전분 사건
2013년 대만에서 만든 타피오카 펄에서 공업용 전분이 발견된 사건이 있다. 식약처에 따르면 공업용 전분을 함유한 타피오카 펄이 대한민국에도 50톤 수입되어 계속 팔렸었고, 적발된 이후에야 판매 금지 조치가 취해졌다.

## 같이 보기
- 카사바 녹말
- 타피오카 펄
- 버블티